# Нейтронно-адсорбційний аналіз
Нейтронно-адсорбційний аналіз (рос. нейтронно-абсорбционный анализ, англ. neutron absorption analysis, нім. Neutron-Absorptionsanalyse f) – оснований на вимірюванні поглинання або розсіювання нейтронів ядрами певних хімічних елементів при опроміненні проби потоком повільних нейтронів. 
Наприклад, високим поглинанням нейтронів характеризуються ядра Gd, B, Cd, Li та ін., високим розсіюванням – ядра Н, Fe та ін. Для проведення аналізу використовуються джерела нейтронів потужністю 105-106 нейтронів/с та йонізаційні або сцинтиляційні детектори нейтронів. Вміст хімічного елемента в пробі визначають у порівнянні зі зразком, для якого відома кількість поглинаючих (розсіюючих) ядер. Точність методу: для Cd – 10–3, B – 10–1%. Тривалість вимірювань – 1 – 5 хв. У досліджуваному зразку не повинно бути ядер інших елементів, які співвимірно поглинають або розсіюють нейтрони.